# جون تسوجي
جون تسوجي (باليابانية: 辻潤؛ بالكانا: つじ じゅん) هو مترجم وشاعر ياباني، ولد في 4 أكتوبر 1884 في طوكيو في اليابان، وتوفي بنفس المكان في 24 نوفمبر 1944.